# Zákon velkých čísel

Bernoulliho pokusy s pravděpodobností úspěchu p=0,5 a jejich průměrná úspěšnost v závislosti na počtu opakování (tři různé řady pokusů)

Zákon velkých čísel se nazývá několik podobných matematických vět z oblasti teorie pravděpodobnosti tvrdících, že aritmetický průměr n náhodných veličin se stejnou střední hodnotou se s rostoucím n za určitých předpokladů blíží k této střední hodnotě. Jednotlivé zákony velkých čísel se potom liší jednak tím, jak formulují předpoklady o průměrovaných náhodných veličinách, a jednak tím, jaký typ konvergence ke střední hodnotě dokazují. Pokud jde o konvergenci skoro jistě, hovoří se o silných zákonech velkých čísel, a pokud jde jen o konvergenci podle pravděpodobnosti, mluví se o slabých zákonech velkých čísel.
Nejstarší zákon velkých čísel uveřejnil Jacob Bernoulli v díle Ars conjectandi (1713), kde dokázal, že pokud se opakovaně koná náhodný pokus, jehož výsledkem je 1 (úspěch) s pravděpodobností {\displaystyle p} a 0 (neúspěch) s pravděpodobností {\displaystyle 1-p} (Bernoulliho pokus), tak aritmetický průměr {\displaystyle n} výsledků pokusu konverguje s rostoucím {\displaystyle n} k {\displaystyle p}. Tento aritmetický průměr je příkladem veličiny, která má po vynásobení číslem {\displaystyle n} binomické rozdělení.